# Helyom Halib
Helyom Halib è un singolo del gruppo musicale italiano Cappella, pubblicato nel 1988 come estratto dall'album Helyom Halib.

## Descrizione
Il disco rimase in classifica per nove settimane nel Regno Unito raggiungendo la posizione numero 11.